# 洛厄爾 (印地安納州)
洛厄爾（英語：Lowell）是一個位於美國印地安納州萊克縣的城鎮。

## 人口
根據2010年美國人口普查的數據，洛厄爾的面積為16.38平方千米，當中陸地面積為16.16平方千米，而水域面積為0.22平方千米。當地共有人口9,276人，而人口密度為每平方千米566人。